# Equipe Matra Sports
Matra a fost o echipă de Formula 1 care a concurat in campionatul mondial între 1967 și 1972.